# Championnat de Belgique de football de quatrième division 1957-1958
Navigation
saison précédente saison suivante
Le Championnat de Belgique de football D4 1957-1958 est la sixième édition du championnat de Promotion belge en tant que 4e niveau national.
Le champion de chacune des quatre séries est promu en Division 3, tandis que les trois derniers de chaque séries sont relégués en Première provinciale.
Des quatre relégués de l'étage supérieur, seule l'US Tournaisienne réussit son championnat et remonte directement. Dans les autres séries Waaslandia Burcht coiffe le SK Roulers et le Stade Waremmien devance « Hawaï » Hasselt. Renvoyé en Provinciales à la fin de la saison 1955-1956, Fléron est remonté un an plus tard et conquiert le titre de sa série dans la foulée. Le matricule 33 retrouve la D3 qu'il avait quittée en 1952.
Par ailleurs, Amay est le seul des douze promus du niveau inférieur qui ne parvient à assurer son maintien. Le R. CS Florennois quitte les séries nationales après 7 saisons de présence consécutives (sur un total de 12). Jusqu'à ce jour, les « Aviateurs » n'ont jamais rejoué jamais en nationale.

## Participants 1957-1958
64 clubs prennent part à cette compétition, soit le même nombre que lors de l'édition précédente.
Les clubs dont le matricule est renseigné en gras existent encore lors de la saison 2012-2013.

### Série A

#### Localisations Série A
| \| Burcht SK Roeselare Ypres VG Ostende Zele Ninove Deinze Termonde Menin Meulestede Cappellen Borgerhout Hamme Brasschaat Sottegem Blankenberge \| Localisation des clubs engagés en Promotion A 1957-1958 |
| Burcht SK Roeselare Ypres VG Ostende Zele Ninove Deinze Termonde Menin Meulestede Cappellen Borgerhout Hamme Brasschaat Sottegem Blankenberge                                                               |

#### Participants Série A
| #  | Nom                                                         | Mat. | Ville        | Stades    | Provinces        | En Prom depuis  | Total en Prom. | S. précédente                 |
| -- | ----------------------------------------------------------- | ---- | ------------ | --------- | ---------------- | --------------- | -------------- | ----------------------------- |
| 1  | Koninklijke Football Club Vigor Hamme                       | 211  | Termonde     | ??        | Fl. orientale    | 1957-1958 (1re) | 1 saison       | Division 3 15e Série B        |
| 2  | Kon. Vaneste Genootschap Oostende                           | 31   | Ostende      | ??        | Fl. occidentalde | 1955-1956 (3e)  | 3 saisons      | 5e Série D                    |
| 3  | Cappellen Football Club Koninklijke Maatschappij            | 43   | Kapellen     | ??        | Anvers           | 1952-1953 (6e)  | 6 saisons      | 10e Série C                   |
| 4  | Koninklijke Sport-Club Menen                                | 56   | Menin        | ??        | Fl. occidentale  | 1956-1957 (2e)  | 3 saisons      | 7e Série D                    |
| 5  | Koninklijke Athletische Vereniging Dendermonde              | 57   | Termonde     | ??        | Fl. orientale    | 1956-1957 (2e)  | 2 saisons      | 12e Série D                   |
| 6  | Koninklijke Racing Club Borgerhout                          | 84   | Borgerhout   | ??        | Anvers           | 1952-1953 (6e)  | 6 saisons      | 12e Série C                   |
| 7  | Koninklijke Vereniging Cercle Sportif Yprois                | 100  | Ypres        | ??        | Fl. occidentale  | 1954-1955(3e)   | 4 saisons      | 9e Série D                    |
| 8  | Koninklijke Sportkring Roeselare                            | 134  | Roulers      | 't Motje  | Fl. occidentale  | 1952-1953 (6e)  | 6 saisons      | 3e Série D                    |
| 9  | Kon. Football Athletic Club Meulestede                      | 432  | Meulestede   | ??        | Fl. orientale    | 1955-1956 (3e)  | 4 saisons      | 11e Série D                   |
| 10 | Voetbal Klub Waaslandia Burcht                              | 557  | Burcht       | ??        | Anvers           | 1956-1957 (2e)  | 4 saisons      | 8e Série D                    |
| 11 | Sportkring Deinze                                           | 818  | Ypres        | ??        | Fl. orientale    | 1954-1955 (4e)  | 4 saisons      | 13e Série D                   |
| 12 | Koninklijke Football Club Scela Zele                        | 1837 | Zele         | ??        | Fl. orientale    | 1956-1957 (2e)  | 2 saisons      | 6e Série D                    |
| 13 | Koninklijke Football Club Ninove                            | 2373 | Ninove       | Den Doorn | Fl. orientale    | 1956-1957 (2e)  | 2 saisons      | 4e Série D                    |
| 14 | Koninklijke Sportvereniging Blankenberge                    | 48   | Blankenberge | ???       | Fl. occidentale  | 1957-1958 (1re) | 1 saison       | montant de P1 Fl. occidentale |
| 15 | Koninklijke Sportvereniging                                 | 225  | Zottegem     | ??        | Fl. orientale    | 1957-1958 (1re) | 1 saison       | montant de P1 Fl. orientale   |
| 16 | Koninklijke Athletische Vereniging Verbroedering Brasschaat | 228  | Brasschaat   | ??        | Anvers           | 1957-1958 (1re) | 1 saison       | montant de P1 Anvers          |

### Série B
| #  | Nom                                     | Mat. | Ville              | Stades           | Provinces     | En Prom depuis  | Total en Prom. | S. précédente          |
| -- | --------------------------------------- | ---- | ------------------ | ---------------- | ------------- | --------------- | -------------- | ---------------------- |
| 1  | Royale Union Sportive Tournaisienne     | 26   | Tournai            | stade            | Hainaut       | 1957-1958 (1re) | 1 saison       | Division 3 16e Série B |
| 2  | Royale Association Sportive Renaisienne | 38   | Renaix             | avenue du 4 mars | Fl. orientale | 1953-1954 (5e)  | 5 saisons      | 10e Série D            |
| 3  | Royal Cercle Sportif Hallois            | 120  | Hal                | ??               | Brabant       | 1956-1957 (2e)  | 5 saisons      | 8e Série B             |
| 4  | Union Sportive du Centre                | 213  | Haine-Saint-Pierre | ??               | Hainaut       | 1954-1955 (4e)  | 5 saisons      | 5e Série B             |
| 5  | Royal Ruisbroek Football Club           | 362  | Ruisbroek          | ??               | Brabant       | 1955-1956 (3e)  | 3 saisons      | 3e Série B             |
| 6  | Royal Crossing Football Club Ganshoren  | 55   | Ganshoren          | ??               | Brabant       | 1952-1953 (6e)  | 6 saisons      | 2e Série B             |
| 7  | Royal Football Club Ecaussinnois        | 646  | Écaussinnes        | ??               | Hainaut       | 1956-1957 (2e)  | 2 saisons      | 11e Série B            |
| 8  | Royal Football Club Houdinois           | 704  | Houdeng-Gœgnies    | ??               | Hainaut       | 1953-1954 (5e)  | 5 saisons      | 10e Série B            |
| 9  | Football Club Nijlen                    | 1065 | Nijlen             | ??               | Anvers        | 1952-1953 (6e)  | 6 saisons      | 13e Série C            |
| 10 | Rupel Sportkring                        | 2138 | Boom               | ??               | Anvers        | 1954-1955 (4e)  | 4 saisons      | 4e Série C             |
| 11 | Kontich Football Club                   | 3029 | Kontich            | ??               | Anvers        | 1954-1955 (4e)  | 4 saisons      | 2e Série D             |
| 12 | Royale Union Sportive Binchoise         | 4170 | Binche             | ??               | Hainaut       | 1955-1956 (3e)  | 3 saisons      | 9e Série B             |
| 13 | Royal Sporting Club Wasmes              | 137  | Wasmes             | ??               | Hainaut       | 1957-1958 (1re) | 4 saisons      | montant P1 Hainaut     |
| 14 | Koninklijke Nielse Sportvereniging      | 415  | Niel               | ??               | Anvers        | 1957-1958 (1re) | 2 saisons      | montant P1 Anvers      |
| 15 | Koninklijke Football Club               | 628  | Machelen           | ??               | Brabant       | 1957-1958 (1re) | 1 saison       | montant P1 Brabant     |
| 16 | Royal Football Club La Rhodienne        | 1274 | Rhode-Saint-Genèse | ??               | Brabant       | 1957-1958 (1re) | 4 saisons      | montant P1 Brabant     |

### Localisations Série B
| \| Ruisbroek CS Hallois Centre Kontich Crossing Ecaussinnes Renaix Houdeng-G. Rupel SK Nijlen Binche Tournai Nielse Wasmes Machelen Rhodienne \| Localisation des clubs engagés en Promotion B 1957-1958 |
| Ruisbroek CS Hallois Centre Kontich Crossing Ecaussinnes Renaix Houdeng-G. Rupel SK Nijlen Binche Tournai Nielse Wasmes Machelen Rhodienne                                                               |

### Série C
| #  | Nom                                                  | Mat. | Ville       | Stades            | Provinces | En Prom depuis  | Total en Prom. | S. précédente         |
| -- | ---------------------------------------------------- | ---- | ----------- | ----------------- | --------- | --------------- | -------------- | --------------------- |
| 1  | Skill Racing Union Verviers                          | 34   | Verviers    | stade du Panorama | Liège     | 1957-1958 (1re) | 2 saisons      | Division 315e Série A |
| 2  | Koninklijke Mol Sport                                | 852  | Mol         | ???               | Anvers    | 1957-1958 (1re) | 3 saisons      | Division 316e Série A |
| 3  | Royal Herve Football Club                            | 32   | Herve       | ??                | Liège     | 1954-1955 (4e)  | 4 saisons      | 12e Série A           |
| 4  | Royal Football Club Union Wandre                     | 74   | Wandre      | ??                | Liège     | 1956-1957 (2e)  | 4 saisons      | 3e Série A            |
| 5  | Koninklijke Voetbalvereniging Vigor Beringen         | 330  | Beringen    | ??                | Limbourg  | 1956-1957 (2e)  | 3 saisons      | 7e Série C            |
| 6  | Koninklijke Voetbalvereniging Ons Genoegen Vorselaar | 402  | Vorselaar   | ??                | Anvers    | 1956-1957 (2e)  | 2 saisons      | 9e Série C            |
| 7  | Koninklijke Voetbalvereniging Looi Sport             | 569  | Tessenderlo | ??                | Limbourg  | 1953-1954 (5e)  | 5 saisons      | 3e Série C            |
| 8  | Koninklijke Wezel Sport                              | 844  | Mol         | ??                | Anvers    | 1952-1953 (6e)  | 6 saisons      | 6e Série A            |
| 9  | Koninklijke Voetbalvereniging Scherpenheuvel Sport   | 981  | Montaigu    | ??                | Brabant   | 1956-1957 (2e)  | 2 saisons      | 11e Série C           |
| 10 | Football Club Helzold                                | 1488 | Zolder      | Noordberm         | Limbourg  | 1953-1954 (5e)  | 5 saisons      | 2e Série A            |
| 11 | Koninklijke Voetbalvereniging Vosselaar              | 2391 | Vosselaar   | ??                | Anvers    | 1952-1953 (6e)  | 6 saisons      | 5e Série A            |
| 12 | Football Club Eendracht Houthalen                    | 2402 | Houthalen   | ??                | Limbourg  | 1952-1953 (6e)  | 6 saisons      | 11e Série A           |
| 13 | Football Club Esperanza Neerpelt                     | 2529 | Neerpelt    | ??                | Limbourg  | 1952-1953 (6e)  | 6 saisons      | 9e Série A            |
| 14 | Football Club Heist Sportief                         | 2948 | Heist       | ??                | Anvers    | 1954-1955 (4e)  | 4 saisons      | 8e Série C            |
| 15 | Köninglische Allgemeine Sportvereigung Eupen         | 4726 | Eupen       | Kehrwegstadion    | Liège     | 1956-1957 (2e)  | 2 saisons      | 13e Série A           |
| 16 | Royal Fléron Football Club                           | 33   | Fléron      | ??                | Liège     | 1957-1958 (1re) | 5 saisons      | montant de P1 Liège   |

### Localisations Série C
| \| Helzold Vosselaar Vorselaar Beringen Houthalen Wezel Looi Herve Heist Neerpelt Eupen Scherpenheuvel Wandre Fléron Mol Verviers \| Localisation des clubs engagés en Promotion C 1957-1958 |
| Helzold Vosselaar Vorselaar Beringen Houthalen Wezel Looi Herve Heist Neerpelt Eupen Scherpenheuvel Wandre Fléron Mol Verviers                                                               |

### Série D
| #  | Nom                                              | Mat. | Ville             | Stades           | Provinces  | En Prom depuis  | Total en Prom. | S. précédente            |
| -- | ------------------------------------------------ | ---- | ----------------- | ---------------- | ---------- | --------------- | -------------- | ------------------------ |
| 1  | Koninklijke Hasseltse Voetbalvereniging          | 65   | Hasselt           | ??               | Limbourg   | 1955-1956 (3e)  | 3 saisons      | 8e Série A               |
| 2  | Koninklijke Patria Football Club Tongeren        | 73   | Tongres           | ??               | Limbourg   | 1955-1956 (3e)  | 3 saisons      | 4e Série A               |
| 3  | Royale Union Hutoise Football Club               | 76   | Huy               | ??               | Liège      | 1952-1953 (6e)  | 6 saisons      | 6e Série C               |
| 4  | Royale Entente Tamines                           | 127  | Tamines           | ??               | Namur      | 1956-1957 (2e)  | 2 saisons      | 12e Série B              |
| 5  | Royal Stade Waremmien Football Club              | 190  | Waremme           | ??               | Liège      | 1955-1956 (3e)  | 3 saisons      | 5e Série C               |
| 6  | Royal Football Club Jeunesse Sportive Athusienne | 254  | Athus             | ??               | Luxembourg | 1955-1956 (3e)  | 5 saisons      | 6e Série B               |
| 7  | Royal Cercle Sportif Florennois                  | 268  | Florennes         | ??               | Namur      | 1952-1953 (6e)  | 6 saisons      | 7e Série B               |
| 8  | Royal Cercle Sportif Andennais                   | 307  | Andenne           | stade J. Pappa   | Namur      | 1953-1954 (5e)  | 5 saisons      | 2e Série C               |
| 9  | Football Club Winterslag                         | 322  | Winterslag        | Noordlaanstadion | Limbourg   | 1954-1955 (4e)  | 4 saisons      | 7e Série A               |
| 10 | Royal Ans Football Club                          | 617  | Ans               | ??               | Liège      | 1953-1954 (5e)  | 5 saisons      | 10e Série A              |
| 11 | Royal Cercle Sportif Libramontois                | 1590 | Libramont         | ??               | Luxembourg | 1956-1957 (2e)  | 5 saisons      | 13e Série B              |
| 12 | Léopold Club Bastogne                            | 2263 | Bastogne          | ??               | Luxembourg | 1953-1954 (5e)  | 5 saisons      | 4e Série B               |
| 13 | Koninklijke Hasselt Excelsior Football Club      | 37   | Hasselt           | ??               | Limbourg   | 1957-1958 (1re) | 4 saisons      | montant de P1 Limbourg   |
| 14 | Royal Club Amay Sportif                          | 179  | Amay              | ??               | Liège      | 1957-1958 (1re) | 2 saisons      | montant de P1 Liège      |
| 15 | Entente Marche Football Club                     | 1579 | Marche-en-Famenne | ??               | Luxembourg | 1957-1958 (1re) | 1 saison       | montant de P1 Luxembourg |
| 16 | Royale Entente Sportive Jamboise                 | 1954 | Jambes            | ??               | Namur      | 1957-1958 (1re) | 2 saisons      | montant de P1 Namur      |

### Localisations Série D
| \| Waremme Hasselt VV Winterslag Andenne Huy Tamines Tongres Bastogne Ans Libramont Florennes Athus Excelsior FC Marche-e-F. Jambes Amay \| Localisation des clubs engagés en Promotion D 1957-1958 |
| Waremme Hasselt VV Winterslag Andenne Huy Tamines Tongres Bastogne Ans Libramont Florennes Athus Excelsior FC Marche-e-F. Jambes Amay                                                               |

## Classements finaux
- Le nom des clubs est celui employé à l'époque

Légende
- Clubs champions et promus en Division 3 la saison suivante
- Clubs relégués en Première provinciale la saison suivante

Abréviations
 : Clubs relégués de « Division 3 » depuis la saison précédente 
: Clubs promus de Première provinciale depuis la saison précédente

### Promotion A
| Rang | Équipe                  | Pts | J  | G  | N  | P  | Bp | Bc | Diff |
| ---- | ----------------------- | --- | -- | -- | -- | -- | -- | -- | ---- |
| 1    | FC WAASLANDIA BURCHT    | 44  | 30 | 19 | 6  | 5  | 70 | 33 | +37  |
| 2    | K. SK Roeselaere        | 42  | 30 | 18 | 6  | 6  | 73 | 49 | +24  |
| 3    | K. AC Verbr. Brasschaat | 39  | 30 | 17 | 5  | 8  | 74 | 45 | +29  |
| 4    | K. SV Sottegem          | 35  | 30 | 14 | 7  | 9  | 66 | 43 | +23  |
| 5    | K. Vereniging CS Yprois | 31  | 30 | 10 | 11 | 9  | 47 | 45 | +2   |
| 6    | K. SV Blankenberge      | 31  | 30 | 10 | 11 | 9  | 52 | 56 | -4   |
| 7    | K. VG Oostende          | 31  | 30 | 13 | 5  | 12 | 67 | 61 | +6   |
| 8    | K. FC Scela Zele        | 31  | 30 | 13 | 5  | 12 | 55 | 56 | -1   |
| 9    | FC Ninove               | 29  | 30 | 10 | 9  | 11 | 51 | 46 | +5   |
| 10   | K. FC Vigor Hamme       | 29  | 30 | 11 | 7  | 12 | 51 | 42 | +9   |
| 11   | KM SK Deinze            | 27  | 30 | 7  | 13 | 10 | 43 | 48 | -5   |
| 12   | K. AV Dendermonde       | 27  | 30 | 9  | 9  | 12 | 52 | 61 | -9   |
| 13   | K. SC Menen             | 26  | 30 | 8  | 10 | 12 | 38 | 59 | -21  |
| 14   | K. FAC Meulestede       | 24  | 30 | 8  | 8  | 14 | 39 | 56 | -17  |
| 15   | K. Cappellen FC         | 21  | 30 | 7  | 7  | 16 | 47 | 74 | -27  |
| 16   | K. RC Borgerhout        | 13  | 30 | 5  | 3  | 22 | 31 | 82 | -51  |

### Promotion B
| Rang | Équipe                   | Pts | J  | G  | N | P  | Bp | Bc | Diff |
| ---- | ------------------------ | --- | -- | -- | - | -- | -- | -- | ---- |
| 1    | R. US TOURNAISIENNE      | 48  | 30 | 22 | 4 | 4  | 77 | 32 | +45  |
| 2    | R. Ruisbroek FC          | 38  | 30 | 15 | 8 | 7  | 59 | 40 | +19  |
| 3    | R. FC La Rhodienne       | 38  | 30 | 15 | 8 | 7  | 68 | 55 | +13  |
| 4    | US du Centre             | 37  | 30 | 16 | 5 | 9  | 63 | 41 | +22  |
| 5    | R. CS Hallois            | 36  | 30 | 14 | 8 | 8  | 58 | 39 | +19  |
| 6    | K. Kontich FC            | 36  | 30 | 16 | 4 | 10 | 64 | 40 | +24  |
| 7    | R. Crossing FC Ganshoren | 34  | 30 | 15 | 4 | 11 | 68 | 46 | +22  |
| 8    | R. FC Ecaussinnois       | 33  | 30 | 14 | 5 | 11 | 70 | 43 | +27  |
| 9    | R. AS Renaisienne        | 26  | 30 | 9  | 8 | 13 | 45 | 56 | -11  |
| 10   | K. Nielse SV             | 25  | 30 | 10 | 5 | 15 | 47 | 57 | -10  |
| 11   | R. FC Houdinois          | 24  | 30 | 9  | 6 | 15 | 45 | 63 | -18  |
| 12   | R. SC Wasmes             | 23  | 30 | 8  | 7 | 15 | 47 | 75 | -28  |
| 13   | K. FC Machelen           | 23  | 30 | 10 | 3 | 17 | 43 | 74 | -31  |
| 14   | K. Rupel SK              | 22  | 30 | 8  | 6 | 16 | 51 | 63 | -12  |
| 15   | K. FC Nijlen             | 19  | 30 | 8  | 3 | 19 | 27 | 75 | -48  |
| 16   | R. US Binchoise          | 18  | 30 | 6  | 6 | 18 | 39 | 72 | -33  |

### Promotion C
| Rang | Équipe                       | Pts | J  | G  | N  | P  | Bp | Bc  | Diff |
| ---- | ---------------------------- | --- | -- | -- | -- | -- | -- | --- | ---- |
| 1    | R. FLERON FC                 | 48  | 30 | 21 | 6  | 3  | 71 | 42  | +29  |
| 2    | K. Helzold FC Zolder         | 46  | 30 | 18 | 10 | 2  | 73 | 23  | +50  |
| 3    | VVOG Vorselaar               | 40  | 30 | 19 | 2  | 9  | 75 | 50  | +25  |
| 4    | K. VV Vosselaar              | 38  | 30 | 17 | 4  | 9  | 67 | 49  | +18  |
| 5    | K. VV Vigor Beringen         | 32  | 30 | 13 | 6  | 11 | 70 | 54  | +16  |
| 6    | K. FC Eendracht Houthalen    | 30  | 30 | 12 | 6  | 12 | 73 | 53  | +20  |
| 7    | K. Wezel Sport FC            | 29  | 30 | 12 | 5  | 13 | 65 | 62  | +3   |
| 8    | K. VV Looi Sport Tessenderlo | 29  | 30 | 12 | 5  | 13 | 59 | 60  | -1   |
| 9    | R. Herve FC                  | 28  | 30 | 10 | 8  | 12 | 41 | 55  | -14  |
| 10   | SRU Verviers                 | 27  | 30 | 10 | 7  | 13 | 55 | 50  | +5   |
| 11   | K. Mol Sport                 | 26  | 30 | 8  | 10 | 12 | 34 | 45  | -11  |
| 12   | FC Heist Sportief            | 26  | 30 | 9  | 8  | 13 | 45 | 51  | -6   |
| 13   | FC Esperanza Neerpelt        | 25  | 30 | 7  | 11 | 12 | 44 | 62  | -18  |
| 14   | AS Eupen                     | 25  | 30 | 8  | 9  | 13 | 59 | 56  | +3   |
| 15   | K. VV Scherpenheuvel Sport   | 21  | 30 | 8  | 5  | 17 | 40 | 76  | -36  |
| 16   | R. FC Wandre-Union           | 10  | 30 | 4  | 2  | 24 | 48 | 131 | -83  |

### Promotion D
| Rang | Équipe                  | Pts | J  | G  | N | P  | Bp | Bc | Diff |
| ---- | ----------------------- | --- | -- | -- | - | -- | -- | -- | ---- |
| 1    | R. STADE WAREMMIEN FC   | 46  | 30 | 19 | 8 | 3  | 85 | 40 | +45  |
| 2    | K. Hasseltse VV         | 41  | 30 | 17 | 7 | 6  | 81 | 53 | +28  |
| 3    | K. FC Winterslag        | 36  | 30 | 15 | 6 | 9  | 52 | 44 | +8   |
| 4    | R. CS Andennais         | 35  | 30 | 14 | 7 | 9  | 62 | 49 | +13  |
| 5    | R. Excelsior FC Hasselt | 35  | 30 | 15 | 5 | 10 | 66 | 48 | +18  |
| 6    | R. Union Hutoise FC     | 34  | 30 | 14 | 6 | 10 | 52 | 53 | -1   |
| 7    | Entente Marche FC       | 31  | 30 | 12 | 7 | 11 | 62 | 65 | -3   |
| 8    | R. Entente Sp. Jamboise | 30  | 30 | 12 | 6 | 12 | 54 | 52 | +2   |
| 9    | R. Entente Tamines      | 29  | 30 | 10 | 9 | 11 | 57 | 62 | -5   |
| 10   | K. Patria FC Tongeren   | 28  | 30 | 10 | 8 | 12 | 53 | 60 | -7   |
| 11   | Léopold Club Bastogne   | 28  | 30 | 13 | 2 | 15 | 50 | 46 | +4   |
| 12   | R. Ans FC               | 27  | 30 | 10 | 7 | 13 | 49 | 51 | -2   |
| 13   | R. CS Libramontois      | 25  | 30 | 9  | 7 | 14 | 54 | 66 | -12  |
| 14   | R. CS Florennois        | 23  | 30 | 8  | 7 | 15 | 42 | 67 | -25  |
| 15   | R. FC JS Athusienne     | 16  | 30 | 5  | 6 | 19 | 59 | 90 | -31  |
| 16   | R. Club Amay Sportif    | 16  | 30 | 6  | 4 | 20 | 32 | 64 | -32  |

## Récapitulatif de la saison
- Champion A: FC Waaslandia Burcht 2e titre en Promotion (D4)
- Champion B: R. US Tournaisienne 1er titre en Promotion (D4)
- Champion C: R. Fléron FC 1er titre en Promotion (D4)
- Champion D: R. Stade Waremmien FC 1er titre en Promotion (D4)

- Cinquième titre de Promotion pour la Province d'Anvers.
- Deuxième titre de Promotion pour la Province de Hainaut.

Quatrième et Cinquième titre de Promotion pour la Province de Liège.
| Région flamande (35)            | Région flamande (35) | Province de Brabant (6)      | Province de Brabant (6) | Région wallonne (23)   | Région wallonne (23) |
| ------------------------------- | -------------------- | ---------------------------- | ----------------------- | ---------------------- | -------------------- |
| Province d'Anvers               | 13                   | Région de Bruxelles-Capitale | 1                       | Province de Hainaut    | 6                    |
| Province de Flandre-Occidentale | 5                    | Province du Brabant flamand  | 5                       | Province de Liège      | 9                    |
| Province de Flandre-Orientale   | 8                    | Province du Brabant wallon   | 0                       | Province de Luxembourg | 4                    |
| Province de Limbourg            | 9                    |                              |                         | Province de Namur      | 4                    |

1. ↑  Au niveau footballistique, la province de Brabant est toujours unitaire malgré sa partition territoriale en 1995.

### Admission en D3 / Relégation de D3
Les quatre champions (Fléron, l'US Tournaisienne, Waremme et Waaslandia Burcht) accèdent à la Division 3 où ils remplacent les relégués que sont Boussu-Bois, l'AS Herstalienne, le Stade Louvain et Tubantia.

#### Relégations vers les séries provinciales
12 clubs sont relégués vers le 5e niveau désormais appelé « Première provinciale ».
| Clubs                                                     |   | Provinces                       |
| --------------------------------------------------------- | - | ------------------------------- |
| K. RC Borgerhout, R. Cappellen FC, K. FC Nijlen, Rupel SK | ⇒ | Province d'Anvers               |
| K. VV Scherpenh. Sport                                    | ⇒ | Province de Brabant             |
|                                                           | ⇒ | Province de Flandre-Occidentale |
| FAC Meulestede                                            | ⇒ | Province de Flandre-Orientale   |
| R. US Binchoise                                           | ⇒ | Province de Hainaut             |
| R. Club Amay Sportif, AS Eupen, R. FC Union Wandre        | ⇒ | Province de Liège               |
|                                                           | ⇒ | Province de Limbourg            |
| R. FC JS Athusienne                                       | ⇒ | Province de Luxembourg          |
| R. CS Florennois                                          | ⇒ | Province de Namur               |

#### Montées depuis les séries provinciales
Douze clubs sont admis en « Promotion » (4e niveau) depuis le 5e niveau désormais appelé « Première provinciale ».
| Provinces                       | Montant                              |
| ------------------------------- | ------------------------------------ |
| Province d'Anvers               | K. SK Hoboken, VC V&V Terhagen.      |
| Province de Brabant             | R. Stade Nivellois, R. Vilvorde FC.  |
| Province de Flandre-Occidentale | VC Zwevegem Sport.                   |
| Province de Flandre-Orientale   | K. SK Lebbeke.                       |
| Province de Hainaut             | R. FC Etincelle Maurage              |
| Province de Liège               | R. FC Bressoux, R. FC Queue-du-Bois. |
| Province de Limbourg            | Hoeselt VV.                          |
| Province de Luxembourg          | US d'Ethe-Belmont.                   |
| Province de Namur               | UBS Auvelais.                        |

## Débuts en Promotion
Trois clubs ayant déjà joué en séries nationales prennent part pour la première fois au championnat de Promotion. Avec les nouveaux venus en nationales (voir ci-après), ils portent à 119 le nombre de clubs différents ayant joué au 4e niveau national.
- K. SV Blankenberge (10e club flandrien occidentale différent au 4e niveau national).
- K. FC Vigor Hamme (12e club flandrien orientale différent au 4e niveau national) (ex æquo avec SV Sottegem).
- R. US Tournaisienne (11e club hennuyer différent au 4e niveau national).

## Débuts en séries nationales (et donc en Promotion)
Quatre clubs évoluent pour la toute première fois dans le séries nationales du football belge. Ils portent à 255 le nombre de clubs différents ayant évolué en « nationale ».
- K. AV Verbroedering Brasschaat (24e club anversois différent à évoluer au 4e niveau national).
- K. FC Machelen (20e club brabançon - 11e du Brabant flamand - différent à évoluer au 4e niveau national).
- K. SV Sottegem (12e club flandrien oriental différent à évoluer au 4e niveau national - ex æquo avec Vigor Hamme).
- Entente Marche FC (6e club luxembourgeois différent à évoluer au 4e niveau national).